# Candy Pop
Candy Pop – drugi japoński singel południowokoreańskiego zespołu Twice, wydany w Japonii 7 lutego 2018 roku przez Warner Music Japan. Został wydany w czterech edycjach: regularnej CD, dwóch limitowanych oraz „ONCE JAPAN”. Osiągnął 1 pozycję w rankingu Oricon i pozostał na liście przez 27 tygodni, sprzedał się w nakładzie 341 773 egzemplarzy w Japonii. Singel zdobył status platynowej płyty.

## Lista utworów
| CD | CD                              | CD                                    | CD                                    | CD                     | CD      |
| Nr | Tytuł utworu                    | Tekst                                 | Kompozycja                            | Aranżacja              | Długość |
| -- | ------------------------------- | ------------------------------------- | ------------------------------------- | ---------------------- | ------- |
| 1. | „Candy Pop”                     | Min Lee "collapsedone", Mayu Wakisaka | Min Lee "collapsedone", Mayu Wakisaka | Min Lee "collapsedone" | 3:22    |
| 2. | „BRAND NEW GIRL”                | NA.ZU.NA, Yu-ki Kokubo                | NA.ZU.NA, M.I, Yu-ki Kokubo           | NA.ZU.NA               | 3:33    |
| 3. | „Candy Pop” (Instrumental)      |                                       | Min Lee "collapsedone", Mayu Wakisaka | Min Lee "collapsedone" | 3:22    |
| 4. | „BRAND NEW GIRL” (Instrumental) |                                       | NA.ZU.NA, M.I, Yu-ki Kokubo           | NA.ZU.NA               | 3:33    |

| DVD (wer. limitowana A) | DVD (wer. limitowana A)                | DVD (wer. limitowana A) |
| Nr                      | Tytuł utworu                           | Długość                 |
| ----------------------- | -------------------------------------- | ----------------------- |
| 1.                      | „Candy Pop” (Music Video)              |                         |
| 2.                      | „Candy Pop” (Music Video Making Movie) |                         |

| DVD (wer. limitowana B) | DVD (wer. limitowana B)              | DVD (wer. limitowana B) |
| Nr                      | Tytuł utworu                         | Długość                 |
| ----------------------- | ------------------------------------ | ----------------------- |
| 1.                      | „Candy Pop” (Music Video Dance ver.) |                         |
| 2.                      | „Jacket Shooting Making Movie”       |                         |

## Notowania
| Lista                             | Pozycja |
| --------------------------------- | ------- |
| Oricon Weekly Singles Chart       | 1       |
| Oricon Yearly Singles Chart       | 20      |
| Billboard Japan Hot 100           | 1       |
| Billboard Japan Top Singles Sales | 1       |